# Anders Zorn
Pour les articles homonymes, voir Zorn (homonymie).
Anders Leonard Zorn, né à Mora (Suède) le 18 février 1860 et mort à Stockholm le 22 août 1920, est un peintre, graveur, sculpteur et photographe suédois.
Son originalité se manifeste dans une œuvre marquée par la vie et les atmosphères. Il est connu pour ses peintures liées de la campagne suédoise, par ses portraits et par ses nus ainsi que par ses représentations de l'eau. Il est avec Carl Larsson le peintre le plus populaire de Suède.
Un musée, abritant la Collection Zorn, lui est consacré à Mora en Suède.

## Biographie
Anders Zorn est le fils de Grund Anna Andersdotter et Leonhard Zorn. Sa mère a connu son père, brasseur allemand, durant un passage de ce dernier à Uppsala et a vécu une brève liaison. Anders Zorn passe son enfance avec sa mère et ses grands-parents maternels dans une ferme aux environs de Mora. Cette enfance dans un milieu modeste le marque et cela se traduit par de nombreuses œuvres décrivant la vie campagnarde en Suède. Zorn exprime aussi sa profonde gratitude à sa grand-mère et à sa mère, à travers des sculptures et surtout des tableaux qui les représentent. Il n'a jamais connu son père.
En 1872, à la mort de son père, il hérite d'un pécule qui lui permet d'entrer à l'Académie royale des arts de Suède en 1875, initialement pour y être sculpteur sur bois. Mais l'aquarelle devient rapidement son mode d'expression favori, et il est très vite considéré comme un prodige dans son environnement académique. Son aquarelle En deuil (1880, Stockholm, Nationalmuseum) est sélectionnée pour la présentation annuelle de l'Académie.
En rupture avec le conservatisme de l'Académie des beaux-arts, il la quitte pour des voyages en Espagne, à Paris et Londres où il séjourne pour l'essentiel jusqu'en 1885. Il y peint de nombreux portraits où il exprime avec maîtrise et précision sa technique de l'aquarelle.
Il retourne en Suède en 1885 pour y épouser Emma Lamm, à qui il s'était lié en 1881. Le couple entreprend un voyage à Constantinople puis à Alger, ce qui est la source d'inspiration de certaines de ses peintures, en particulier avec des représentations de l'eau des mers locales. Le couple passe ensuite ses étés en Suède, à Stockholm et en Dalécarlie, où il s'est fait construire à Mora une maison devenue un musée (mobilier et installations d'époque), à côté du musée consacré à son œuvre.

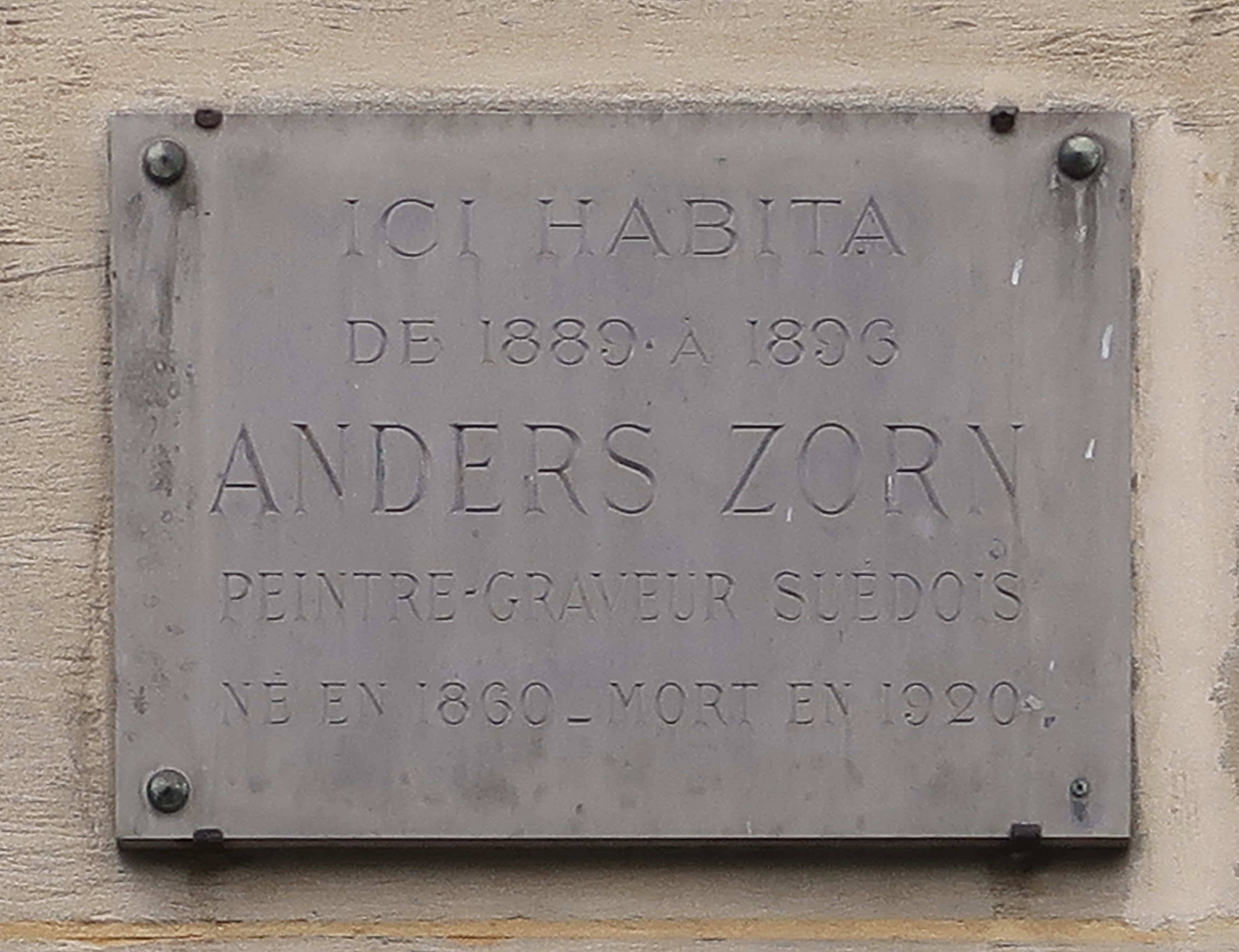
Plaque commémorative
71 boulevard de Clichy (Paris 9e).

Lorsque Anders Zorn retourne à Paris pour la préparation de l'Exposition universelle de 1889 (il vit rue Daubigny puis 71 boulevard de Clichy), l'impressionnisme y est définitivement reconnu comme une expression majeure de la peinture. Dans ce contexte, son œuvre a un grand impact et lui permet d'être décoré de la Légion d'honneur et de remporter une médaille d'or à l'exposition universelle. Il revient régulièrement à Paris par la suite ; en 1906 notamment, il y expose 166 tableaux qui connaissent un accueil enthousiaste de la presse. L'un de ses plus fervents mécènes est le collectionneur Atherton Curtis.
Durant les vingt dernières années de sa vie, il revient à la sculpture, la passion de sa jeunesse, ainsi qu'à la photographie et la gravure. Il meurt le 22 août 1920 et reçoit les honneurs nationaux de la Suède. Zorn n'eut pas d'enfant avec son épouse, mais il laisse des enfants naturels qu'il a reconnus et soutenus.

## Distinctions
- Chevalier de la Légion d'honneur (1889).

## Œuvres

### Peinture
- Portrait d'Antonin Proust, 1888, huile sur toile, collection particulière ;
- Portrait de Coquelin Cadet, 1889, huile sur toile, Stockholm, Nationalmuseum ;
- Portrait d'Eugène Spuller, 1891, huile sur toile, musée des beaux-arts de Dijon
- Avec sa mère, 1895, huile sur toile, 97 × 64 cm, Musée des Beaux-Arts de Gand[3]
- Portait de Rosita Mauri, 1898, huile sur toile, musée des Beaux-Arts de Göteborg.

### Estampes
- Portrait d'Albert Besnard dans son atelier, 1896, eau-forte, Paris, département des estampes et de la photographie de la Bibliothèque nationale de France.
- Paul Troubetskoy, sculpteur, 1908, eau-forte ;
- Augustus Saint-Gaudens eau-forte, 1897 (Cornish, New-Hampshire, Saint-Gaudens Historic Site) ;
- Augustus Saint-Gaudens with his model, eau-forte, 1898 (idem) ;

no 2 et 3 du catalogue de l'exposition Augustus Saint-Gaudens (1848-1907) A Master of American Sculpture Toulouse, Musée des Augustins et Blérancourt, Musée national de la Coopération franco-américaine, 1999) ; celle-ci reproduite plus bas.

## Collections publiques
- Allemagne
  - Berlin, Nationalgalerie
- Belgique, Musée des Beaux-Arts de Gand : Avec sa mère, 1895, huile sur toile, 97 × 64 cm[4]
- Danemark
  - Copenhague, Statens Museum for Kunst
- États-Unis
  - Boston, Musée des Beaux-Arts
  - Boston, Musée Isabella Stewart Gardner
  - Chicago, Art Institute
  - Cleveland, Museum of Art
  - New York, Metropolitan Museum of Art
  - Washington, National Gallery of Art
- Finlande
  - Helsinki, Musée d'Art Ateneum
- France
  - Dijon, Musée des Beaux-Arts
  - Paris, Musée d'Orsay : Femme nue se coiffant, 1907, huile sur toile, 90 × 60 cm[5]
  - Pau, Musée des Beaux-Arts
- Italie : Ca' Pesaro, Venise : Ruisseau, 1900, huile sur toile, 118 × 94 cm[6]
- Norvège
  - Oslo, Nasjonalmuseet
- Suède
  - Göteborg, Musée des Beaux-Arts
  - Mora, Collection Zorn (en)[7]
  - Stockholm, Nationalmuseum

## Expositions
- Du 15 septembre au 17 décembre 2017, Anders Zorn. Le maître de la peinture suédoise, Paris, Petit Palais[8].

Œuvres d'Anders Zorn
En deuil (1880), aquarelle, Stockholm, Nationalmuseum.
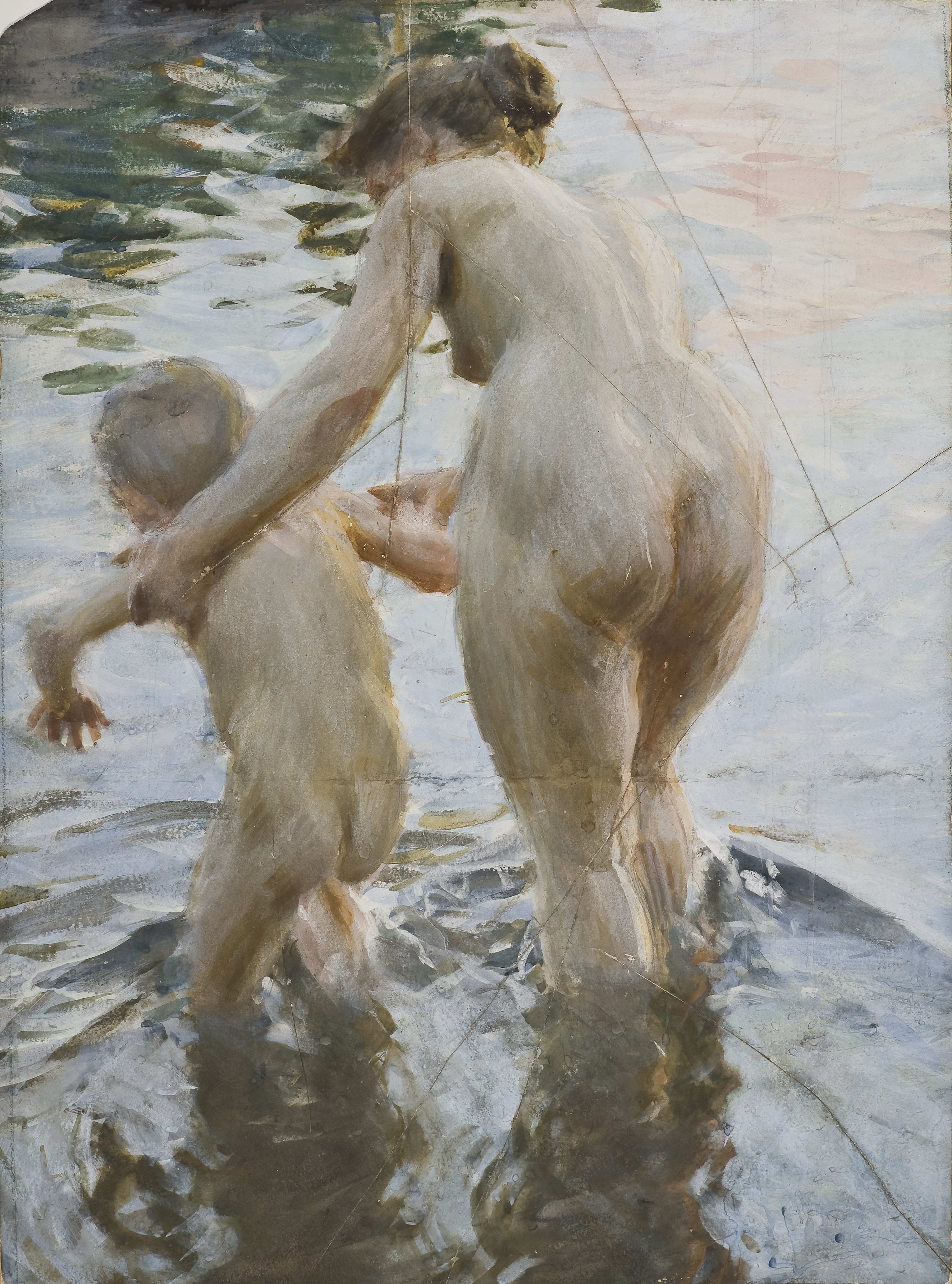
Une première (1888), Stockholm, Nationalmuseum.
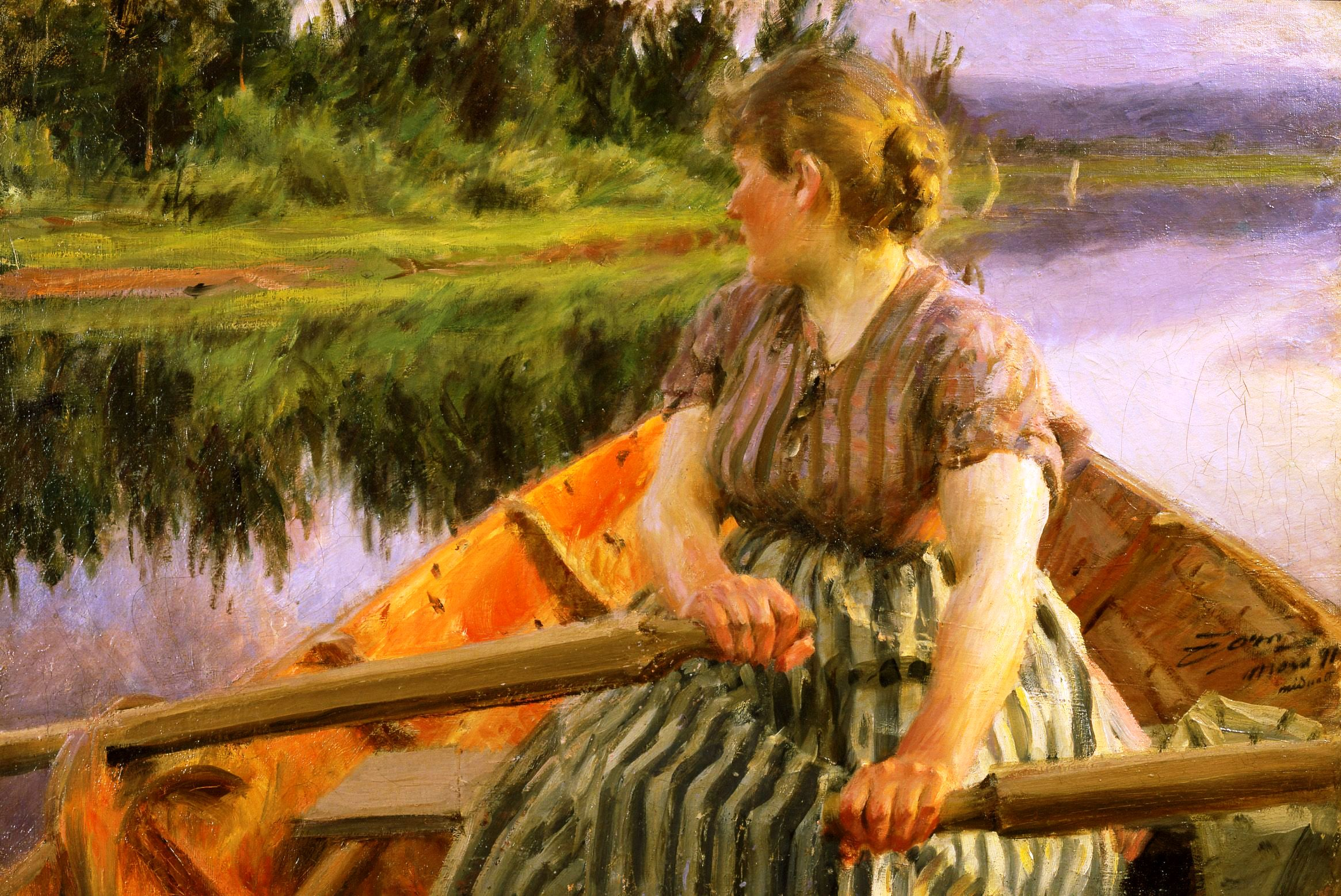
Minuit, (1891), Mora, Collection Zorn (en)
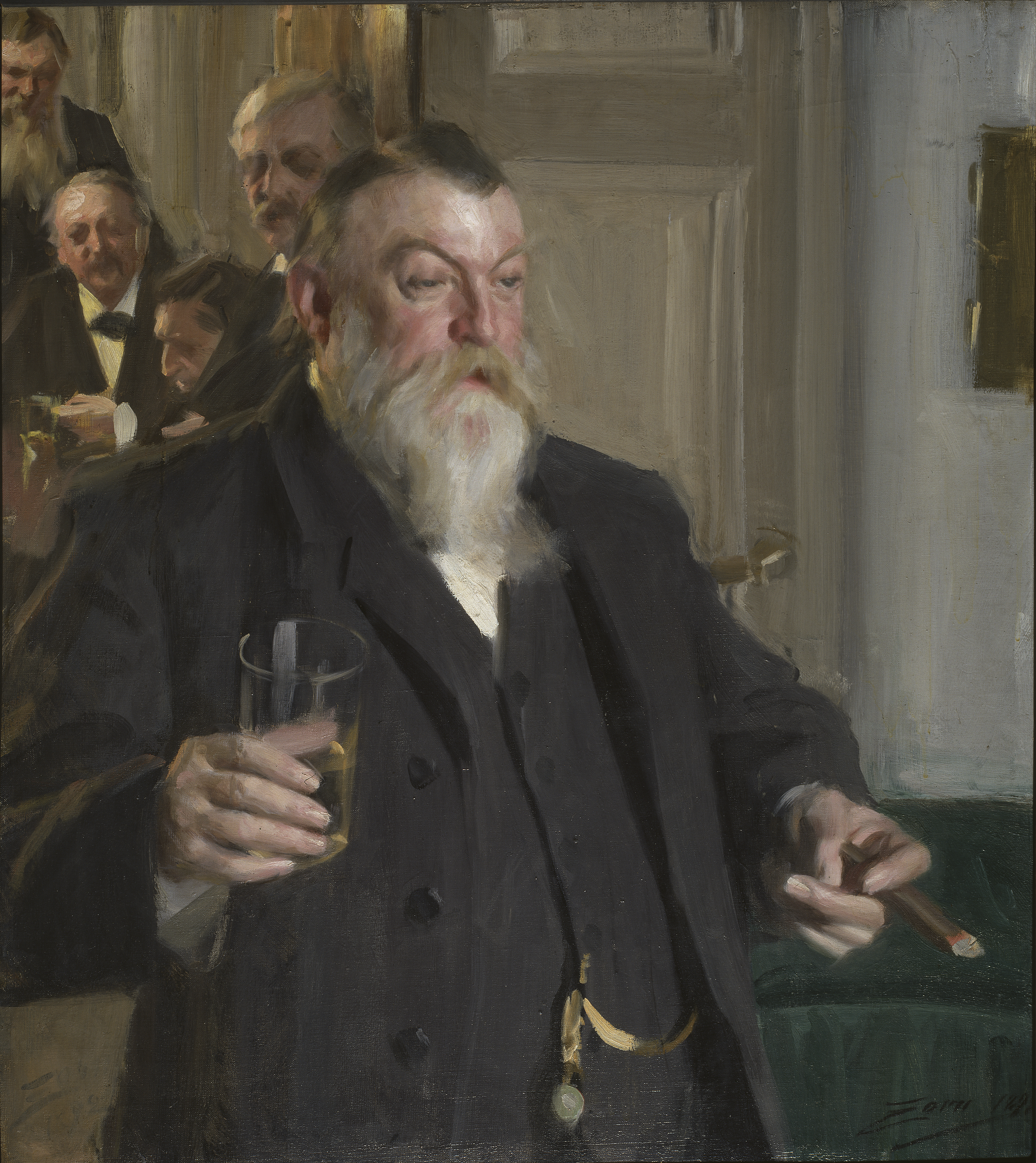
Un toast à la société Idun (1892), Stockholm, Nationalmuseum.
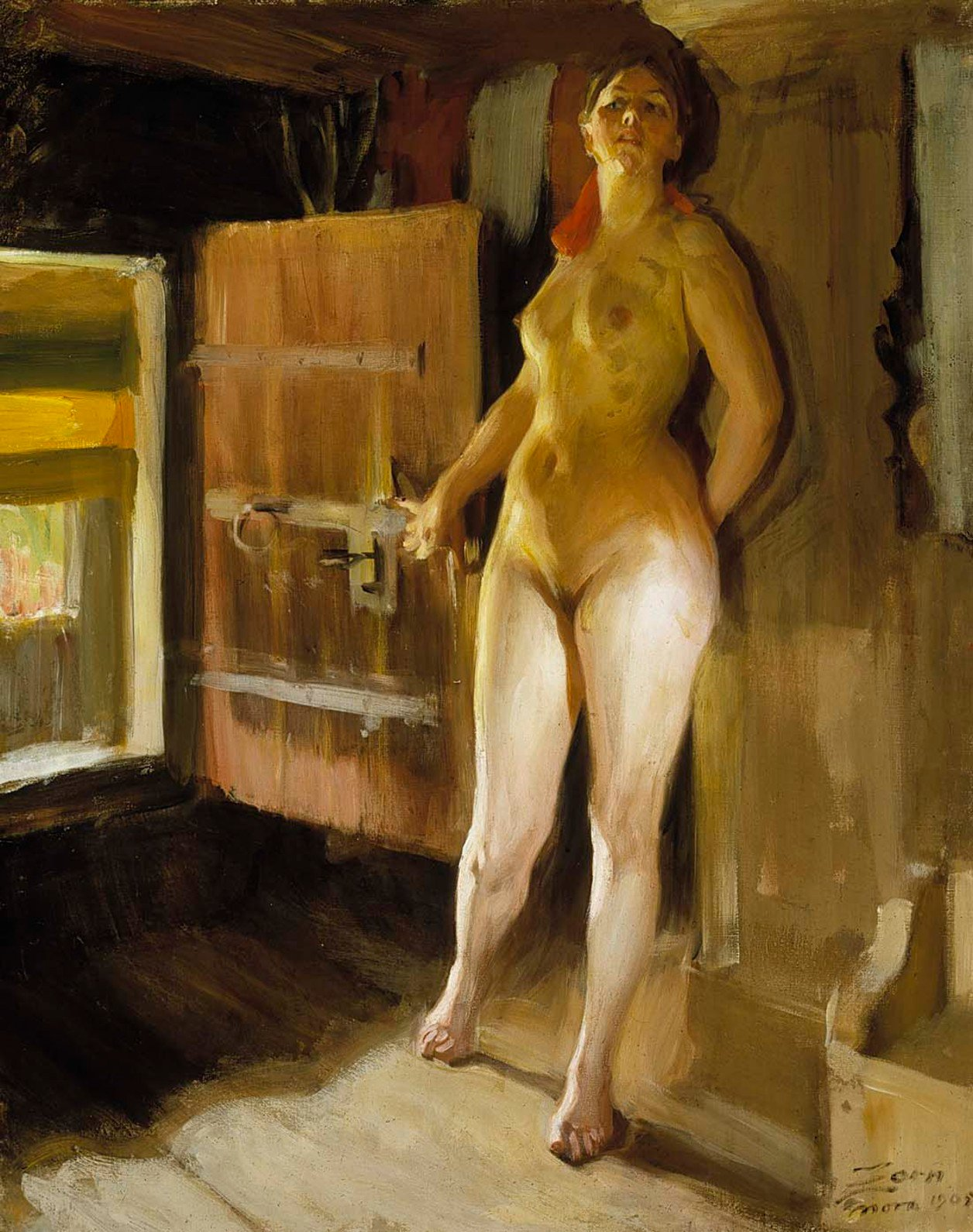
Modèle dans le sauna (1905), Helsinki, musée d'art Ateneum.
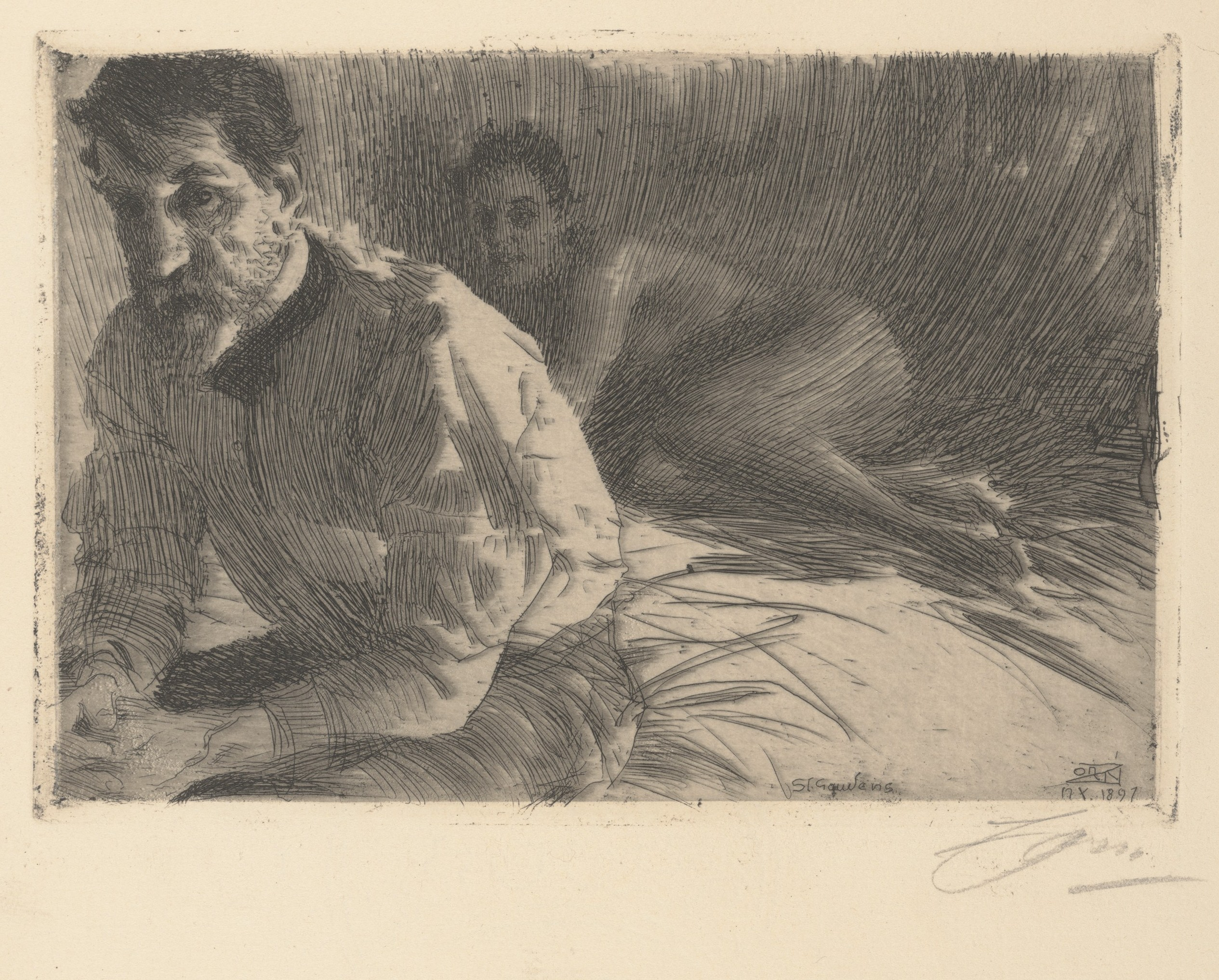
Augustus Saint-Gaudens II (Saint-Gaudens et son modèle) (1897), eau-forte et pointe sèche, New York, Metropolitan Museum of Art.
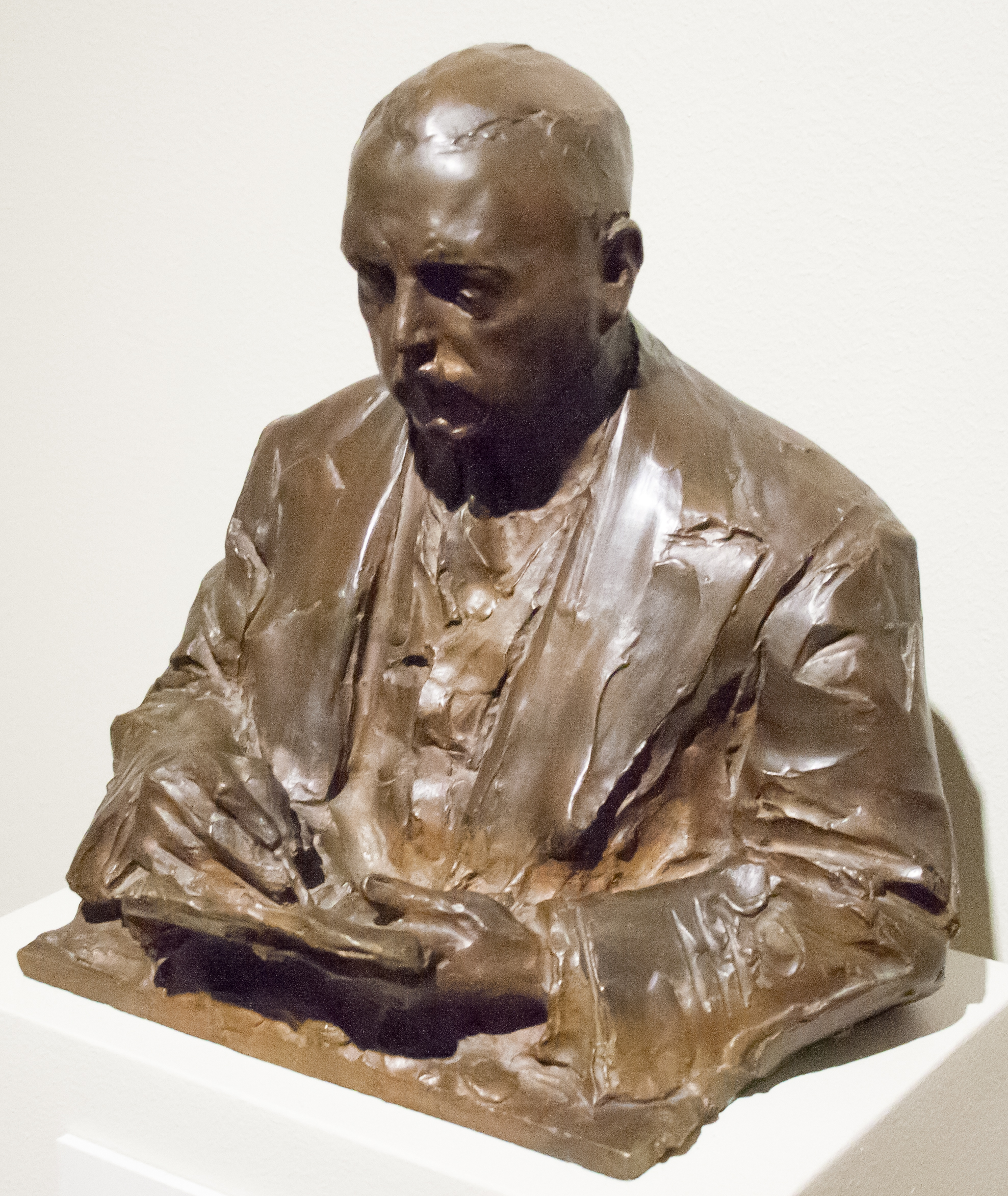
Paul Troubetzkoy dessinant (1908), bronze, Mora, Collection Zorn (en)
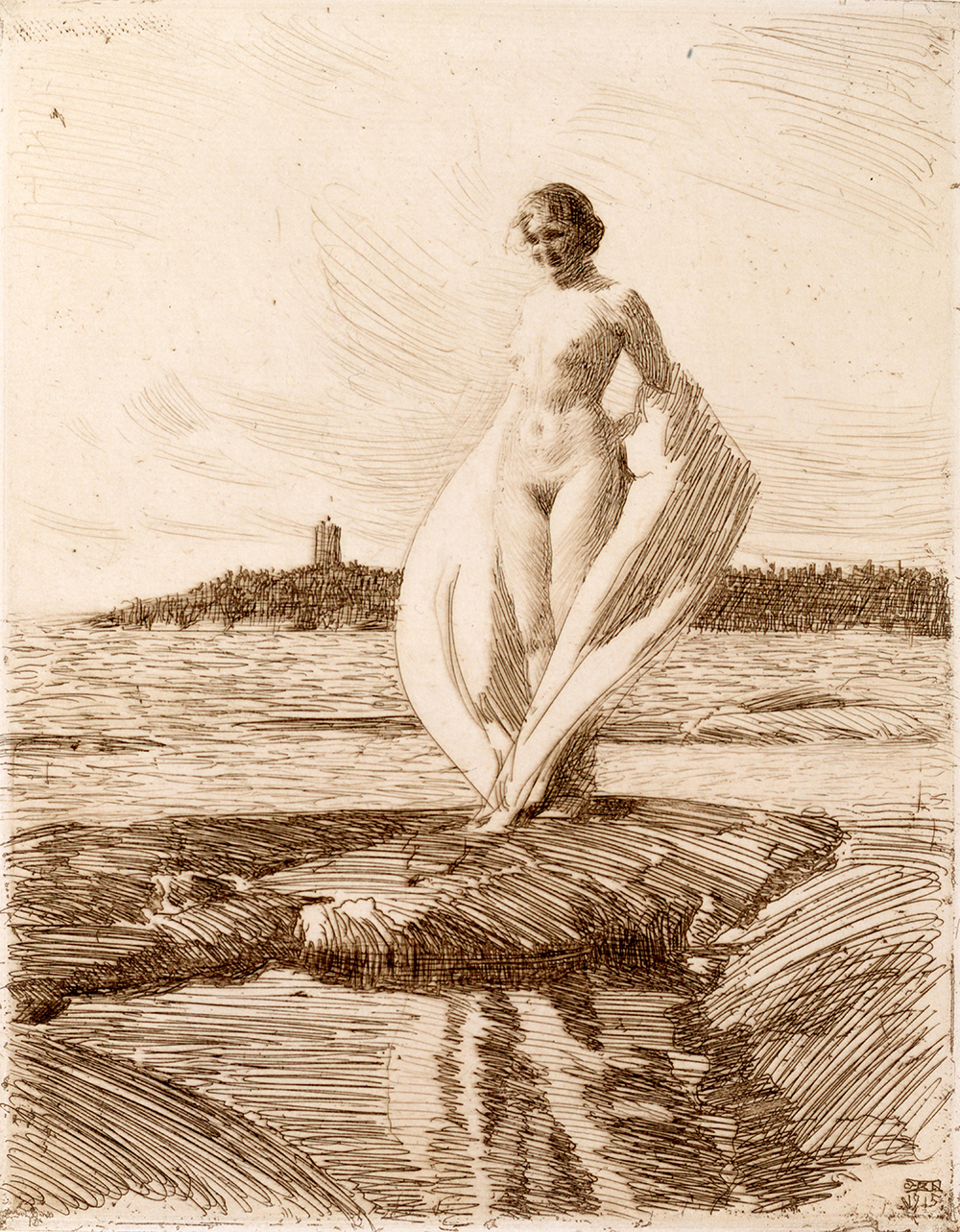
Le Cygne, eau-forte et pointe sèche.
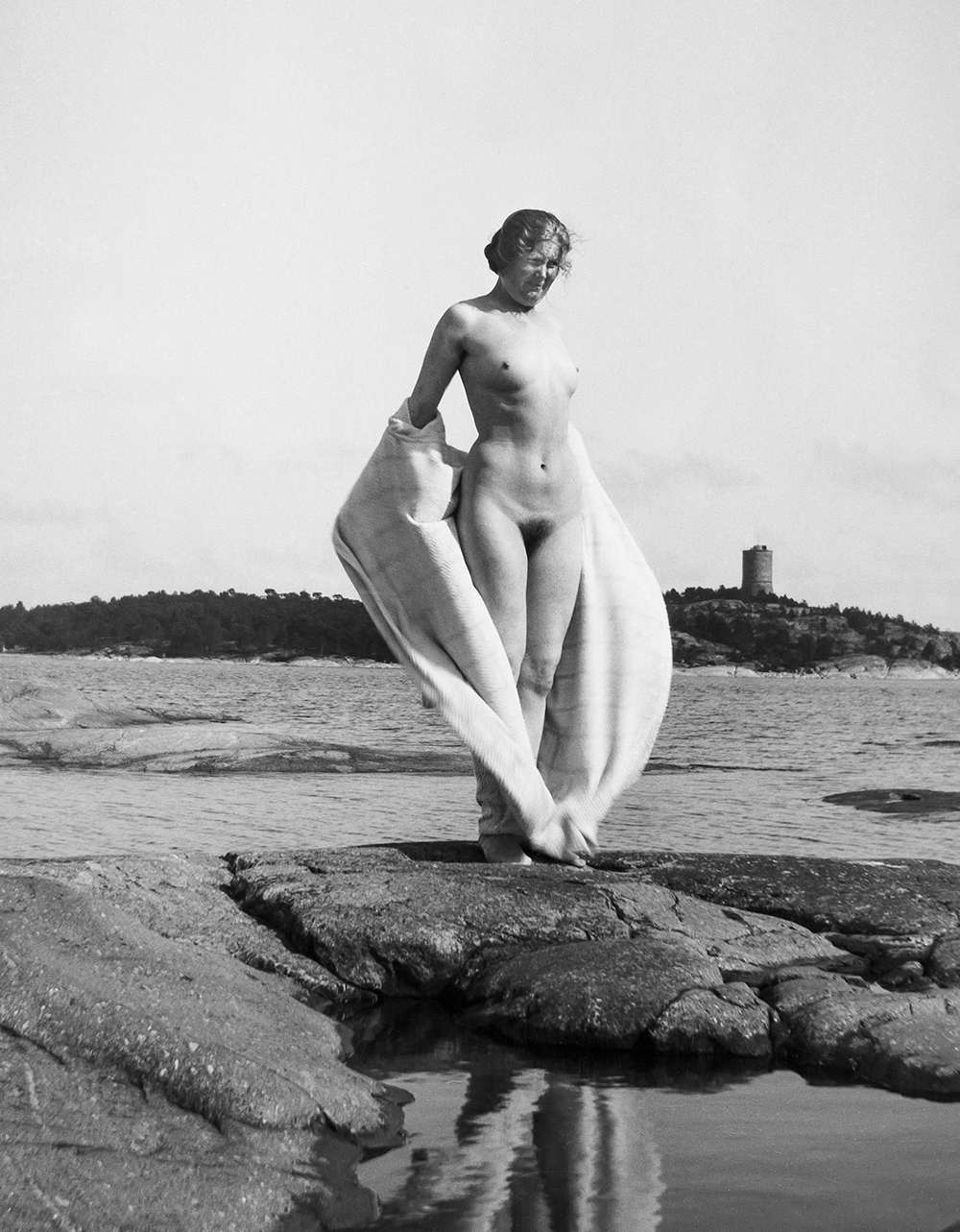
Modèle, photographie.